# Liste der Biografien/Neuw
Liste der Biografien |
Portal Biografien |
Personensuche
# |
A |
B |
C |
D |
E |
F |
G |
H |
I |
J |
K |
L |
M |
N |
O |
P |
Q |
R |
S |
T |
U |
V |
W |
X |
Y |
Z |
?
 
Na |
Nb |
Nc |
Nd |
Ne |
Nf |
Ng |
Nh |
Ni |
Nj |
Nk |
Nl |
Nm |
Nn |
No |
Nr |
Ns |
Nt |
Nu |
Nv |
Nw |
Nx |
Ny |
Nz
 
Nea |
Neb |
Nec |
Ned |
Nee |
Nef |
Neg |
Neh |
Nei |
Nej |
Nek |
Nel |
Nem |
Nen |
Neo |
Nep |
Ner |
Nes |
Net |
Neu |
Nev |
New |
Nex |
Ney |
Nez
 
Neub |
Neuc |
Neud |
Neue |
Neuf |
Neug |
Neuh |
Neui |
Neuj |
Neuk |
Neul |
Neum |
Neun |
Neup |
Neur |
Neus |
Neut |
Neuv |
Neuw |
Neuy |
Neuz
Die Liste der Biografien führt alle Personen auf, die in der deutschsprachigen Wikipedia einen Artikel haben. Dieses ist eine Teilliste mit 45 Einträgen von Personen, deren Namen mit den Buchstaben „Neuw“ beginnt.

## Neuw

### Neuwa
- Neuwahl, Niek (* 1944), niederländischer Spieleautor
- Neuwald, Alfred (* 1962), deutscher Comicautor, Illustrator und Cartoonist
- Neuwald, Kurt (1906–2001), deutscher Vorsitzender des Landesverbandes der Jüdischen Gemeinden in Westfalen-Lippe
- Neuwalder, Grete (1898–1942), Bildhauerin, Keramikerin
- Neuwall, Leopold von (1810–1867), deutscher Jurist und Politiker
- Neuwalt, Hermann (1550–1611), Mediziner und Hochschullehrer, Hexentheoretiker

### Neuwe
- Neuweiler, Albert, Schweizer Fussballspieler
- Neuweiler, Denise (* 1979), Schweizer Politikerin (SVP)
- Neuweiler, Gerhard (1935–2008), deutscher Zoologe und Hochschulpolitiker
- Neuweiler, Louis F. (1848–1929), Gründer der Louis F. Neuweiler’s Sons
- Neuweiler, Walter (1898–1972), Schweizer Arzt

### Neuwi
- Neuwiem, Ernst (1889–1943), deutscher Staatsrechtslehrer
- Neuwirt, Lina (* 1949), deutsche Sängerin
- Neuwirth, Angelika (* 1943), deutsche Arabistin und Islamwissenschaftlerin
- Neuwirth, Arnulf (1912–2012), österreichischer Maler
- Neuwirth, Barbara (* 1958), österreichische Schriftstellerin
- Neuwirth, Bebe (* 1958), US-amerikanische Tänzerin und SchauspielerinBebe Neuwirth (* 1958)

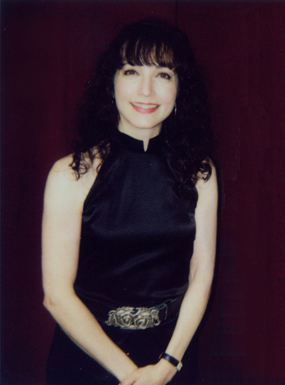
Bebe Neuwirth (* 1958)

- Neuwirth, Bob (1939–2022), US-amerikanischer Songwriter, Gitarrist, Sänger, Produzent und Maler
- Neuwirth, Chantal (* 1948), französische Schauspielerin
- Neuwirth, Christian (* 1971), österreichischer Journalist und Sprecher des österreichischen Rechnungshofes
- Neuwirth, Eduard (1922–1997), österreichischer Fußballspieler und -trainer
- Neuwirth, Erich (* 1948), österreichischer Statistiker
- Neuwirth, Erwin (* 1948), österreichischer Schauspieler
- Neuwirth, Gertrud (* 1942), deutsche Juristin, Richterin und ehemalige Präsidentin des Oberlandesgerichtes Naumburg
- Neuwirth, Gösta (* 1937), österreichischer Komponist und Musikwissenschaftler
- Neuwirth, Günter (* 1966), österreichischer Schriftsteller
- Neuwirth, Hans (1901–1970), tschechoslowakisch-deutscher Politiker (DCSVP, SdP, NSDAP, CDU), Jurist und Vertriebenenfunktionär
- Neuwirth, Harald (1939–2023), österreichischer Jazzpianist und Komponist
- Neuwirth, Josef (1855–1934), österreichischer Kunsthistoriker
- Neuwirth, Karl (1932–2016), österreichischer Keramiker und Politiker (SPÖ), Abgeordneter zum Nationalrat
- Neuwirth, Lee (* 1933), US-amerikanischer Mathematiker
- Neuwirth, Lucien (1924–2013), französischer Politiker
- Neuwirth, Manfred (* 1954), österreichischer Regisseur, Produzent, Kameramann, Medienkünstler
- Neuwirth, Olga (* 1968), österreichische Komponistin
- Neuwirth, Roland (* 1950), österreichischer Autor, Sänger und KomponistRoland Neuwirth (* 1950)

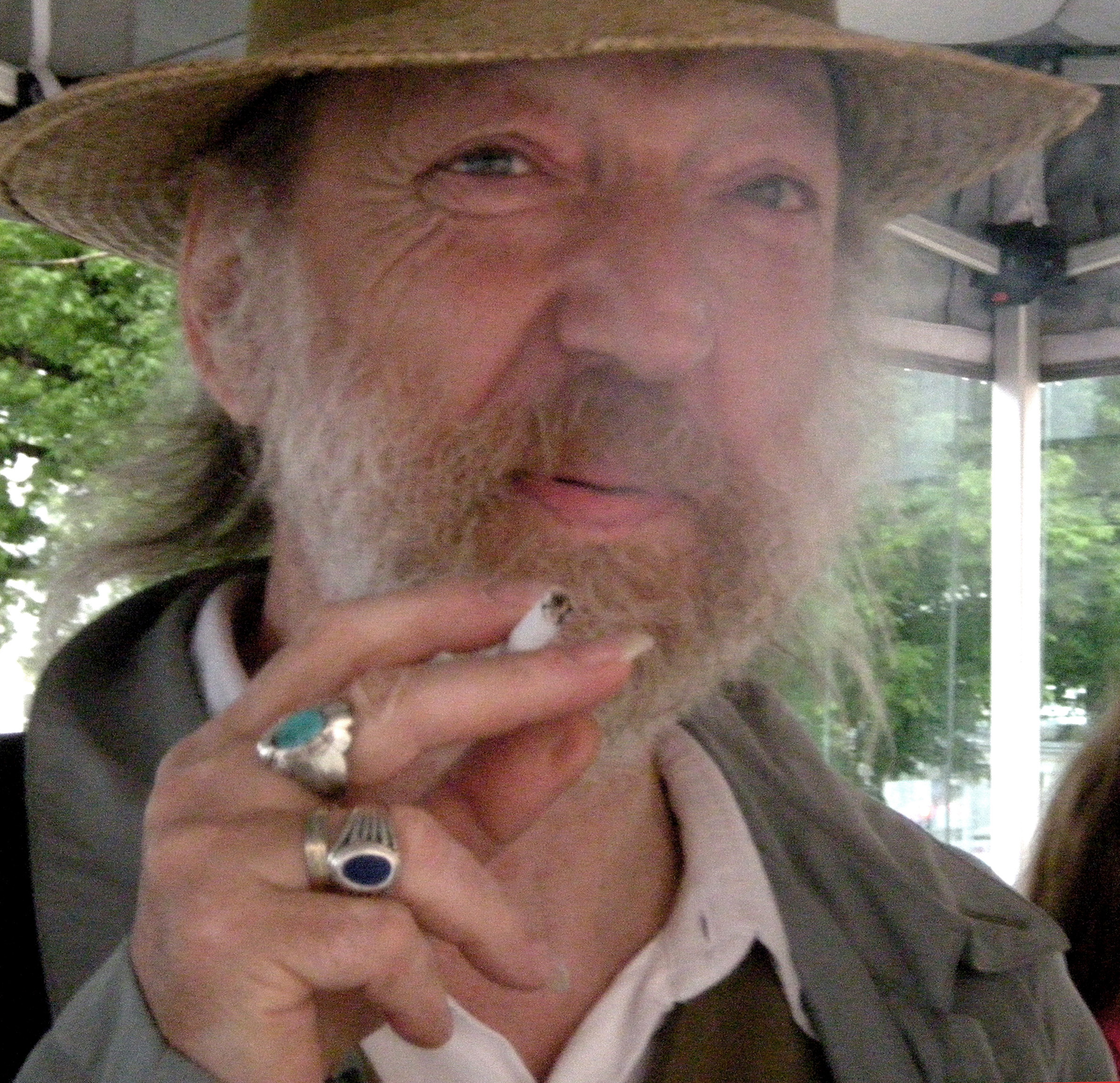
Roland Neuwirth (* 1950)

- Neuwirth, Rosa (1883–1929), Keramikerin und Bildhauerin
- Neuwirth, Rudi (* 1959), deutscher Jazzmusiker und Comedykünstler
- Neuwirth, Štěpán (* 1944), tschechischer Schriftsteller und Publizist
- Neuwirth, Thomas (1905–1988), österreichischer Politiker (VdU), Abgeordneter zum Nationalrat
- Neuwirth, Vilma (1928–2016), österreichische Überlebende des NS-Regimes und Autorin
- Neuwirth, Walter (1935–2020), deutscher Ordensgeistlicher und Missionar
- Neuwirth, Waltraud (* 1941), österreichische Kunsthistorikerin
- Neuwirth, Wilhelm (1941–2021), österreichischer römisch-katholischer Ordensgeistlicher, 56. Propst von Stift Sankt Florian
- Neuwirth, Yvonne (* 1992), österreichische Tennisspielerin

### Neuwo
- Neuwöhner, Sönke Lars (* 1964), deutscher Journalist, Drehbuchautor und Schriftsteller